# Novo Nordisk
Novo Nordisk A/S ist ein international tätiger Hersteller von Pharmazeutika mit Sitz in Bagsværd, Dänemark. Seit der Gründung im Jahr 1923 hat sich das Unternehmen zu einem weltweit führenden Insulinhersteller entwickelt. Auch in den Bereichen Blutgerinnungsmedikamente, Wachstumshormontherapie und Hormonersatztherapie ist Novo vertreten. Das ab 2021 auf dem Markt eingeführte Antidiabetikum Semaglutid, das auch zur langfristigen Gewichtskontrolle eingesetzt werden kann, hat dem Unternehmen ein hohes Umsatzwachstum beschert.
Novo Nordisk gliedert sich in eine Dachgesellschaft, die Novo Holdings, zu der auch Novozymes A/S und NNIT (IT-Abteilung) gehören. Das Stammwerk des Unternehmens liegt in Bagsværd im Großraum Kopenhagen. Außer dem Hauptsitz in Dänemark hat Novo Nordisk noch Produktionsstandorte in neun weiteren Ländern sowie Vertretungen oder Büros in 79 Ländern. Der Deutschlandsitz befindet sich seit August 1958 in Mainz. In der deutschen Niederlassung werden 70 % aller Phase-1-Studien im Bereich Diabetes koordiniert und dokumentiert.
Novo Nordisk vergibt seit 2002 den mit 12.000 Euro dotierten Novo Nordisk Media Prize für journalistische Beiträge über Diabetes.

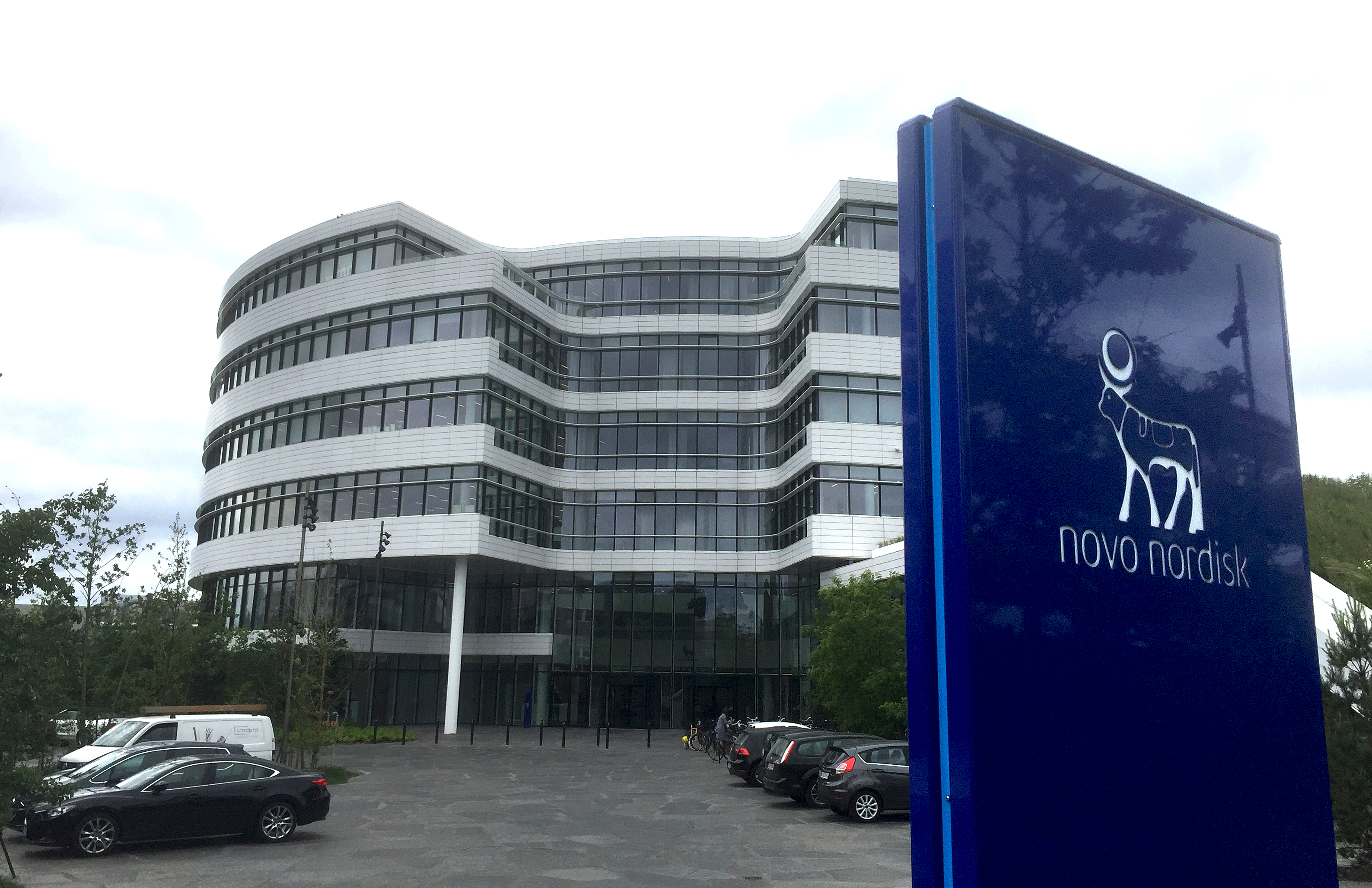
Hauptsitz von Novo Nordisk in Bagsværd, Dänemark

## Eigentümerstruktur
Alle A-Aktien der Novo Nordisk A/S gehören seit dem 31. Dezember 1999 der Novo Holdings A/S, die wiederum Eigentum der Novo-Nordisk-Stiftung ist; diese wiederum ist eine gemeinnützige Stiftung, deren Ziel es ist, eine stabile Basis für die Unternehmen der Novo-Gruppe zur Verfügung zu stellen, sowie sich am wissenschaftlichen, humanitären und sozialen Fortschritt zu beteiligen.
Die A-Aktien repräsentieren 25,5 % des gesamten Stammkapitals und 68,5 % der Stimmen. Dies bedeutet, dass die Novo Holdings A/S auf der Hauptversammlung immer die Stimmenmehrheit hat.

## Geschichte
Novo Nordisk entstand 1989 durch den Zusammenschluss der zwei dänischen Firmen Nordisk Insulinlaboratorium und Novo Terapeutisk Laboratorium.
- 1923: Nordisk Insulinlaboratorium (die spätere Nordisk Gentofte) wird gegründet
- 1925: Novo Terapeutisk Laboratorium (später Novo Industri) wird gegründet
- 1932: Das Nordisk Insulinlaboratorium gründet das Steno-Memorial-Krankenhaus
- 1938: Novo gründet das Hvidøre-Diabetes-Sanatorium
- 1941: Novo bringt ihr erstes Enzym, Trypsin, auf den Markt. Es wird aus der Bauchspeicheldrüse von Tieren gewonnen und beim Gerben von Leder eingesetzt.
- 1946: Nordisk entwickelt Insulin-Isophan NPH Insulin, ein neutrales Insulin mit verlängerter Wirkungsdauer
- 1958: Novo gründet seine Deutschlandzentrale in Mainz[9]
- 1969: Errichtung des Arne-Jacobsen-Baus
- 1974: Novos B-Aktien gehen an der Börse Kopenhagen an die Börse
- 1981: Novo wird als erste skandinavische Firma an der New Yorker Börse gehandelt
- 1982: Das weltweit erste, mit menschlichem Insulin identische Insulinpräparat kommt heraus. Es wird aus der Bauchspeicheldrüse von Schweinen gewonnen und dann zu menschlichem Insulin weiterverarbeitet.
- 1985: Der NovoPen, ein neuartiges Injektionssystem mit austauschbaren Insulinpatronen kommt auf den Markt. Das Gerät sieht wie ein Füllfederhalter aus.
- 1989: Durch den Zusammenschluss von Novo Industri A/S und Nordisk Gentofte A/S entsteht der Weltmarktführer für Insulinproduktion
- 1992: Das Steno-Memorial-Krankenhaus und das Hvidøre-Krankenhaus schließen sich zum Steno Diabetes Center zusammen
- 1996: Proconvertin NovoSeven zur Behandlung von Hämophilie kommt auf den Markt
- 2000: Novo Nordisk wird in drei separate Firmen unter dem Dach der Novo-Gruppe (Novo Holdings A/S) aufgespalten: Novo Nordisk, Novozymes und NNIT
- 2001: Das weltweit erste kombinierte Blutzuckermessgerät und Insulininjektionssystem „InDuo“ wird vorgestellt
- 2001: Novo Nordisk wird Mehrheitseigentümer am brasilianischen Pharmaunternehmen Biobrás

(...)
- 2017: Das GLP-1-Analogon Semaglutid (Inkretinmimetika) wird auf den Markt gebracht[10]
- 2021: Übernahme von Dicerna Pharmaceuticals[11]
- 2023: Übernahme von Inversago Pharma, einem Forschungsunternehmen um den Cannabinoid-Rezeptor 1[12]
- 2024: Übernahme von Catalent Inc.

## Liste der Geschäftsführer
- 1981–2000: Mads Øvlisen
- 2000–2016: Lars Rebien Sørensen
- 2017–2025: Lars Fruergaard Jørgensen
- 2025–: Maziar Mike Doustdar

## Produkte
| Produkt                                  | Jahr der Einführung |
| ---------------------------------------- | ------------------- |
| NPH-Insulin                              | ~1940               |
| Zink-Insulin                             | ~1952               |
| Östradiol Vagifem, Kliogest, Trisequens  | 1992 (1997?)        |
| Somatropin Norditropin                   | 1992                |
| Insulin aspart NovoRapid/NovoLog, Kirsty | 1999                |
| Insulin fast-aspart Fiasp                | 2000 / 2017         |
| Insulin detemir                          | 2004                |
| Liraglutid                               | 2009                |
| Insulin degludec                         | 2013                |
| Insulin degludec/Insulin aspart Ryzodeg  | 2013                |
| Insulin degludec/Liraglutid              | 2014                |
| Semaglutid Ozempic / Wegovy / Rybelsus   | 2017                |
| Faktor-IX (Nonacoq)                      | 2017                |
| Turoctocog alfa pegol                    | 2019                |
| Somapacitan                              | 2020                |
| Dasiglucagon Zegalogue                   | 2021                |
| Semaglutid Wegovy                        | 2021                |
| Insulin icodec                           | 2023/24             |

## Standorte
Fabriken:
- Chartres, Frankreich[13]
- Clayton (RTP), North Carolina, USA[14]
- Algier-Dely Ibrahim, Algerien
- Gentofte, Dänemark
- Hjørring, Dänemark
- Abfüllwerk Kaluga, Russland[15]
- Abfüllwerk Kordan (Karadsch), Iran[16][17]
- Kalundborg, Dänemark
- Koriyama, Japan
- Køge, Dänemark
- Mexiko-Stadt, Mexiko
- Montes Claros, Brasilien
- Tianjin, China
- Værløse, Dänemark

Forschungszentren:
- Bagsværd, Dänemark
- Boulder (Colorado), USA (Dicerna)
- Måløv, Dänemark[18]
- Hillerød, Dänemark